# Siphonotus flavomarginatus
Siphonotus flavomarginatus är en mångfotingart som beskrevs av Carl Graf Attems 1911. Siphonotus flavomarginatus ingår i släktet Siphonotus och familjen koppardubbelfotingar. Inga underarter finns listade i Catalogue of Life.